# 弱視草䲁
弱視草䲁（學名：Clinus exasperatus），為輻鰭魚綱䲁形目胎䲁科草䲁屬的一個種，分布於東南大西洋南非海域，深度0至2公尺，體長可達12.7公分，棲息在潮間帶，雌魚產附著性卵，雄魚會守護卵，幼魚為浮游性，生活習性不明。